# Голицыно (Пензенская область)

Памятник Неизвестному солдату в центре села

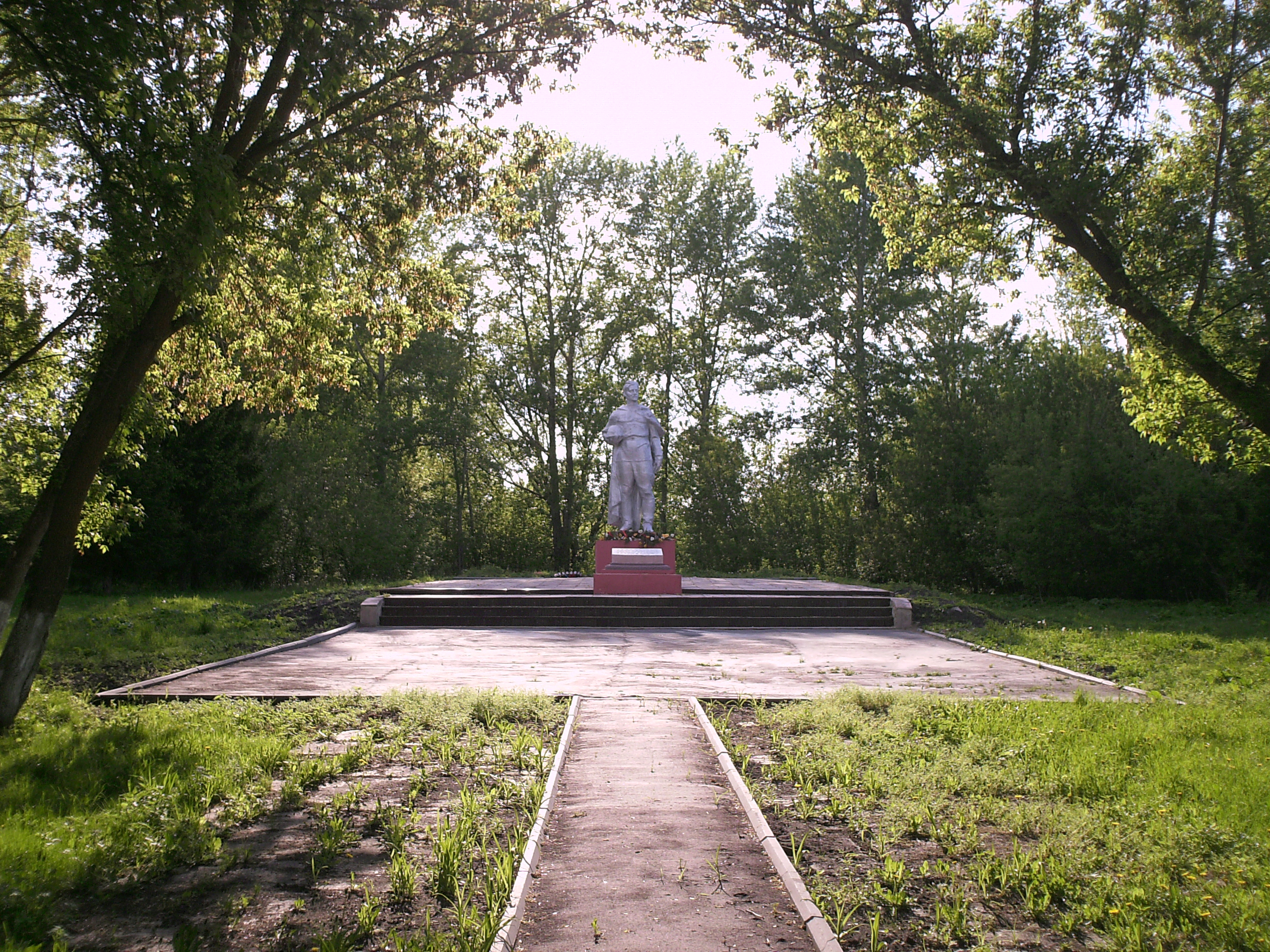
Памятник Неизвестному солдату в центре села

Голицыно (Старое Архангельское) — село в Нижнеломовском районе Пензенской области. Административный центр Голицынского сельсовета.

## География
Большая часть села располагается на левом берегу реки Мокша при впадении в неё речки Лосьмы. Занимает низменную часть речной долины, на севере и северо-востоке возвышенность, поросшая лесом. С правобережной частью (Петрова Слобода) село связано железобетонным мостом. Находится в 31 км к северо-востоку от Нижнего Ломова и в 75 км к северо-западу от Пензы. Высота центра селения над уровнем моря — 157 м.

## История
Основано в 1685 году князем Иваном Ивановичем Голицыным.
С середины XVIII века через село проходила торговая дорога, поспособствовавшая в дальнейшем росту села.
В 1790-х годах в селе была построена суконная фабрика, на которой работали крепостные крестьяне (в 1858 и 1862 году эта фабрика являлась центром крестьянских волнений).
К середине XIX века село было преобразовано в крупный центр по переработке сельскохозяйственного сырья и сбыту продукции. Таким образом, в 1877 году в селе уже имелась суконная фабрика, 8 кожевенных, 2 поташных и железоделательный заводы, 10 маслобоек, шерстобойка, 16 лавок; а к концу XIX века строятся конный (княгини Толстой), винокуренный и стекольный (её же) заводы, сыроварня. В это же время в селе преуспевали следующие промыслы: колесный, бондарный, спичечный (изготовление соломки для Верхнеломовской фабрики). Однако промышленный рост сдерживался ввиду отсутствия вблизи села железной дороги.
К 1917 году в селе насчитывалось 42 промышленных, 23 торговых заведения, 12 кирпичных и 7 кожевенных заводов. В обзоре ГПУ за 1931 год отмечалось, что село «насыщено торгашеским элементом, одна треть — мелкие кустари, имеются следы эсеровщины». В 1939—1963 — районный центр Пензенской области.
Однако после Второй мировой войны и особенно с 1960-х годов село стало отставать в экономическом и социально-культурном развитии, численность населения стала уменьшаться, хотя в разное время в состав села включены населенные пункты: Горюновка, Старое Село, Петрова Слобода (1975), Телячки, Погановка, Мокшанка, Бунчевка, Кадидаевка, Лекарка.
В 1992 году был построен железобетонный мост, связавший старое Голицыно с заречной частью села. В 1998 году в селе имелись маслодельный цех, лесничество, овощесушильный завод, сельскохозяйственный кооператив «Голицыно» (создан на базе совхоза «40 лет Октября»).

## Население
| 1719  | 1795  | 1864  | 1877  | 1897  | 1911  | 1920  | 1926  | 1930  |
| ----- | ----- | ----- | ----- | ----- | ----- | ----- | ----- | ----- |
| 239   | ↗4000 | ↗5279 | ↘2361 | ↗2891 | ↗3761 | ↗4057 | ↘4033 | ↘4029 |
| 1946  | 1959  | 1970  | 1979  | 1989  | 1998  | 2002  | 2010  |       |
| ↘2753 | ↗2838 | ↘1847 | ↘1705 | ↘1299 | ↘1260 | ↘1170 | ↘976  |       |

## Инфраструктура
- Библиотека,
- средняя школа,
- начальная школа,
- дом культуры,
- больница[5].
- музей села

## Русская православная церковь
Церковь Михаила Архангела — действующая православная церковь, построенная в 1826 году.

## Достопримечательности
- Близ села находится Голицинский лесопарк, возраст многих деревьев в котором более 100 лет[11][12].
- Памятник Неизвестному солдату

## Люди, связанные с селом
- Богатов Пётр Иванович (1923—1998) — в 1959—1980 председатель голицынского колхоза «40 лет Октября». В годы его руководства были построены животноводческий комплекс, мельница, шерсточесалка, пилорама, нефтебаза, механизированный ток, кузница, хлебопекарня, летние лагеря для скота, полевые станы, велось активное жилищное строительство, возведены новые здание средней школы, детский сад, две столовых, лагерь труда и отдыха для школьников. Награждён орденами Ленина, Трудового Красного Знамени[13].